# 緑川陽介
緑川　陽介（みどりかわ　ようすけ、1986年7月31日 - ）は、日本の俳優。東京都練馬区出身。

## 人物
東京都練馬区生まれ。2005年早稲田大学政治経済学部政治学科に入学。
同大学演劇サークル劇団森に所属。主にシチュエーション・コメディ。サークル内では音響スタッフも務めていた。
2007年、東京グローブ座で行われた、西田征史作演出＠the Globe Projectへの参加をきっかけに俳優としての道を進むことを決意。
在学中から小劇場を中心にフリーの俳優として活動する。
2015年より、株式会社エコーズに籍を置き、舞台以外の活動も始める。
趣味は酒と旅行と銭湯めぐり、酒場詩人吉田類氏に強く憧れる。
特技はテナーサックスとピアノ演奏、料理。
大学時代から培われてきた飲み会幹事としての働きには定評があるらしい。

## 出演

### 舞台
- ＠the Globe Project『恋愛模様』（作・演出：西田征史、2007年12月）
- 劇団鹿殺し『電車は血で走る』（2008年10月）
- 4x1h project『月並みなはなし』（作：黒沢世莉/演出：中屋敷法仁、2009年1月）
- バナナ学園純情乙女組『アタシだけ楽しいの』（2009年3月）
- シアターKASSAIオープンイヤー企画『ON THE WAY HOME』（演出：黒沢世莉、2010年8月）
- 世田谷シルク『渡り鳥の信号待ち』（作・演出：堀川炎、2010年9月）
- ブルドッキングヘッドロック『スケベの話〜バットとボール篇〜』（作・演出：喜安浩平、2012年3月）
- ガレキの太鼓『恥知られたら恥ずかしい』（2012年6月）
- Dfrosters『明るい家族　楽しいプロレス』（2012年11月）
- 月刊根本宗子投稿演劇「根本宗子」エピソード2『ひかる君ママの復讐』（2013年5月）
- ドリルチョコレート丸投げ広場　DEFROSTERS改め小松台東公演『四畳半ベンチプレス（仮）』（2013年8月）
- ブルドッキングヘッドロック第24回公演『旅のしおり　2013』（作・演出：喜安浩平、2013年10月）
- DEFROSTERS改め小松台東『デンギョー!』（2013年12月）

### テレビドラマ
- NHK アルクメデス　グリーン盤（2011年5月）

### 映画
- 『さよなら渓谷』（監督：大森立嗣、2013年6月）

| スタブアイコン | サブスタブ | この項目は、まだ閲覧者の調べものの参照としては役立たない、俳優（男優・女優）に関連した書きかけの項目です。この項目を加筆・訂正などしてくださる協力者を求めています（P:映画/PJ芸能人）。 |